# Alfredo Ramos (Fußballspieler, 1924)
Alfredo Ramos Castilho, auch bekannt als Alfredo oder Polvo (* 27. Oktober 1924 in Jacareí; † 31. Juli 2012), war ein brasilianischer Fußballspieler und -trainer.

## Sportlicher Werdegang
Alfredo spielte ab 1945 oder 1947 beim FC Santos. 1950 wechselte der Defensivspieler zum FC São Paulo. Dort gewann er 1953 die Campeonaro Paulista, die Staatsmeisterschaft von São Paulo. Nach 315 Spielen zog er 1957 zu Corinthians São Paulo weiter, wo er nach 33 Spielen Ende 1959 seine aktive Karriere beendete.
1953 wurde Alfredo erstmals in die brasilianische Nationalmannschaft berufen. Er gehörte im folgenden Jahr dem Kader bei der Weltmeisterschaftsendrunde 1954 an, kam aber im Turnierverlauf nicht zum Einsatz. Insgesamt bestritt er neun Länderspiele.
1972 kehrte Alfredo für eine Spielzeit als Cheftrainer zum FC São Paulo zurück. Am Saisonende wurde die Mannschaft, obwohl sie im Saisonverlauf ohne Niederlage geblieben war, Vizemeister der Staatsmeisterschaft. In der Copa Libertadores 1972 verpasste die Mannschaft mit einem Punkt Rückstand auf CA Independiente in der zweiten Gruppenphase das Endspiel.